# Kazimierz Gurda
Kazimierz Gurda (Książnice Wielkie, 20 agosto 1953) è un vescovo cattolico polacco, dal 16 aprile 2014 vescovo di Siedlce e dallo stesso anno delegato apostolico per i fedeli della Chiesa cattolica di rito bizantino-slavo in Polonia.

## Biografia
Kazimierz Gurda è nato a Książnice Wielkie, un villaggio del comune di Koszyce, il 20 agosto 1953. Proviene dalla stessa famiglia di un altro vescovo ausiliare di Kielce, Jan Gurda.

### Formazione e ministero sacerdotale
Nel 1972 si è diplomato alla scuola secondaria di Proszowice dove ha superato l'esame di maturità.
Ha compiuto gli studi ecclesiastici presso il seminario maggiore di Kielce dal 1972 al 1978.
L'11 giugno 1978 fu ordinato presbitero per la diocesi di Kielce nella chiesa di Kazimierza Mała da monsignor Jan Jaroszewicz. In seguito è stato vicario parrocchiale della parrocchia di San Giovanni Apostolo ed Evangelista a Pińczów dal 1978 al 1979 e vicario parrocchiale della parrocchia di San Giuseppe Sposo della Beata Vergine Maria a Bieliny dal 1978 al 1981. Nel 1981 è stato inviato a Roma per studi. Nel 1985 ha conseguito la licenza e nel 1988 il dottorato in teologia patristica presso l'Istituto Patristico Augustinianum con una tesi intitolata "Il concetto di speranza nell'interpretazione del Salmo 118 di S. Ambrogio". Tornato in patria è stato docente di patrologia nel seminario diocesano dal settembre del 1989, docente di lingua latina nel seminario diocesano dal 1989 al 1994, padre spirituale degli studenti del 1º e 2º anno che studiavano filosofia a Skorzeszyce dal dicembre del 1989, difensore del vincolo presso il tribunale ecclesiastico diocesano dal 1994, parroco della nuova parrocchia di San Giuseppe a Zagnańsk al 1996 al 1998  e rettore del seminario diocesano  e membro del consiglio presbiterale dal giugno del 1998.
Il 10 marzo 1999 gli è stato conferito il titolo di cappellano di Sua Santità.

### Ministero episcopale
Il 18 dicembre 2004 papa Giovanni Paolo II lo ha nominato vescovo ausiliare di Kielce e titolare di Cusira. Ha ricevuto l'ordinazione episcopale il 5 febbraio successivo nella cattedrale dell'Assunzione di Maria Vergine a Kielce dal vescovo di Kielce Kazimierz Ryczan, co-consacranti il vescovo emerito di Radom Edward Henryk Materski e il vescovo ausiliare di Kielce Marian Florczyk. Come motto episcopale ha scelto l'espressione "Jesu, in Te confido".
Nella curia diocesana ha assunto gli uffici di vicario generale, direttore del dipartimento per la pastorale generale, presidente del consiglio ecumenico diocesano e censore di scritti, pubblicazioni e programmi radiofonici. È stato anche membro del collegio dei consultori, del consiglio presbiterale e del consiglio pastorale diocesano.
Nel dicembre del 2005 e nel febbraio del 2014 ha compiuto la visita ad limina.
Il 16 aprile 2014 papa Francesco lo ha promosso vescovo di Siedlce. Ha preso possesso della diocesi il 23 maggio successivo. Il giorno dopo è entrato solennemente nella cattedrale dell'Immacolata Concezione della Beata Vergine Maria a Siedlce. Lo stesso anno è divenuto anche delegato apostolico per i fedeli della Chiesa cattolica di rito bizantino-slavo in Polonia.
In seno alla Conferenza episcopale polacca è membro del comitato dei revisori dei conti della Fondazione Opera del Nuovo Millennio, un ente dell'episcopato polacco avente lo scopo di aiutare i giovani di talento provenienti dalle aree più povere della Polonia con borse di studio. In precedenza è stato presidente della commissione per gli Istituti di vita consacrata e le Società di vita apostolica e membro della commissione mista vescovi-superiori maggiori religiosi.
Nel 2006 gli è stata conferita la cittadinanza onoraria del comune di Koszyce.

## Genealogia episcopale
La genealogia episcopale è:
- Cardinale Scipione Rebiba
- Cardinale Giulio Antonio Santorio
- Cardinale Girolamo Bernerio, O.P.
- Arcivescovo Galeazzo Sanvitale
- Cardinale Ludovico Ludovisi
- Cardinale Luigi Caetani
- Cardinale Ulderico Carpegna
- Cardinale Paluzzo Paluzzi Altieri degli Albertoni
- Papa Benedetto XIII
- Papa Benedetto XIV
- Papa Clemente XIII
- Cardinale Enrico Benedetto Stuart
- Papa Leone XII
- Cardinale Chiarissimo Falconieri Mellini
- Cardinale Camillo Di Pietro
- Cardinale Mieczysław Halka Ledóchowski
- Cardinale Jan Maurycy Paweł Puzyna de Kosielsko
- Arcivescovo Józef Bilczewski
- Arcivescovo Bolesław Twardowski
- Arcivescovo Eugeniusz Baziak
- Papa Giovanni Paolo II
- Cardinale Franciszek Macharski
- Vescovo Kazimierz Ryczan
- Vescovo Kazimierz Gurda